# 马文亮
马文亮（1964年7月—），男，哈尼族，云南红河人。1986年8月参加工作，1986年1月加入中国共产党。中华人民共和国政治人物。

## 简历
马文亮早年在云南工学院机械工程系机械制造工艺及设备专业学习，期间加入中国共产党，1986年毕业后进入红河州轴承厂工作。
2002年9月，任红河县人民政府县长，2007年12月，任红河州人民政府秘书长，2012年9月，升任中共红河州委常委、蒙自市委书记。
2016年5月，任云南省人民政府副秘书长；2021年3月，改任云南省交通运输厅厅长、党组书记，2022年12月，不再担任云南省交通运输厅厅长。